# التسلسل الزمني لتاريخ دولة إسرائيل

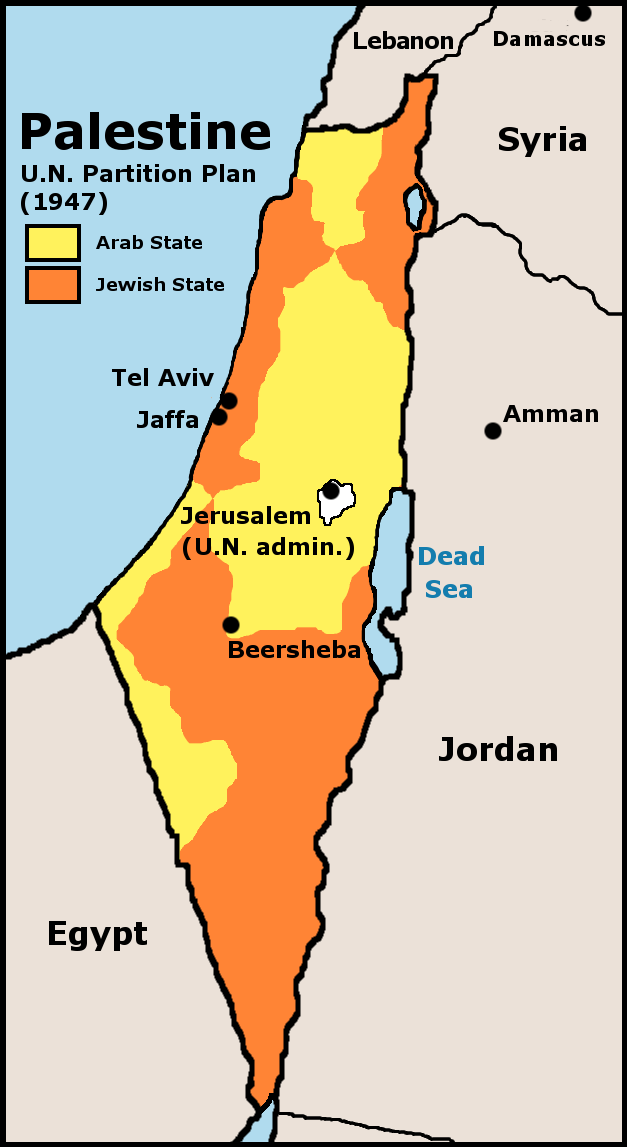

هذا جدول زمني للتاريخ الإسرائيلي، يتضمن تغييرات قانونية وإقليمية مهمة وأحداث سياسية في إسرائيل ودولها السابقة. لقراءة حول خلفية هذه الأحداث، راجع تاريخ إسرائيل 
للقراءة اكثر حول تاريخ إسرائيل
إخرائيل

## القرن 19
| السنة | اليوم    | الحدث |
| ----- | -------- | --- |
| 1882  | 15 مايو  | أصدر الإمبراطور الروسي ألكساندر الثالث قوانين مايو ، وفرض قيودًا صارمة على حقوق اليهود في بالي .                   |
| 1882  | 31 يوليو | العليا الأولى : أنشأ عشرة من رواد أحباء صهيون من خاركيف مدينة ريشون لتسيون في الإمبراطورية العثمانية .            |
| 1896  | فبراير   | أصدر ثيودور هرتزل كتاب الدولة اليهودية، داعيًا إلى إقامة دولة يهودية مستقلة.                                       |
| 1897  | 29 أغسطس | المؤتمر الصهيوني الأول: انعقاد مؤتمر يضم حوالي مئتي مندوب للمنظمات الصهيونية معظمهم من أوروبا الشرقية في بازل .   |
| 1897  | 30 أغسطس | المؤتمر الصهيوني الأول: اعتمد المؤتمر برنامج بازل، حيث تم تحديد إقامة وطن لليهود في فلسطين كهدف للحركة الصهيونية. |

## القرن 20
| السنة | اليوم     | الحدث |
| ----- | --------- | --- |
| 1948  | 14 مايو   | أصدر ديفيد بن غوريون، الرئيس التنفيذي للمنظمة الصهيونية العالمية ورئيس الوكالة اليهودية، إعلان الاستقلال الإسرائيلي الذي أعلن قيام دولة يهودية في أرض فلسطين تُعرف باسم دولة إسرائيل.                                         |
| 1948  | 15 مايو   | حرب 1948: اجتياح العراق ومصر والأردن وسوريا لإسرائيل. |
| 1949  | 25 يناير  | الانتخابات التشريعية الإسرائيلية: تم إجراء انتخابات لجمعية تأسيسية، وفاز فيها حزب بن غوريون بأغلبية المقاعد |
| 1949  | 24 فبراير | حرب 1948: تم توقيع أول اتفاقية الهدنة لعام 1949 التي أنهت الحرب بين إسرائيل ومصر، وتم الاتفاق على خط الهدنة على طول حدود ما قبل الحرب باستثناء سيطرة مصر على قطاع غزة.                                                       |
| 1949  | 8 مارس    | تشكيل أول حكومة إسرائيلية، من حزب ماباي والجبهة الدينية المتحدة اليهودية والحزب التقدمي الليبرالي والسفارديم والطوائف الشرقية وقائمة الناصرة الديمقراطية العربية في تحالف مع بن غوريون كرئيس للوزراء.                        |
| 1949  | 11 مايو   | اعتمدت الجمعية العامة للأمم المتحدة قرار رقم 273، والذي تم بموجبه قبول إسرائيل ععضو بها. |
| 1949  | 13 ديسمبر | إعلان بن غوريون القدس عاصمة لإسرائيل. |
| 1950  | 5 يوليو   | أقر المجلس التشريعي الإسرائيلي الكنيست قانون العودة، الذي منح جميع اليهود الحق في الهجرة إلى إسرائيل والاستقرار فيها والحصول على الجنسية.                                                                                    |
| 1956  | 26 يوليو  | العدوان الثلاثي: في خطاب بثه، أصدر الرئيس المصري جمال عبد الناصر أمراً مشفراً بتأميم قناة السويس والسطيرة عليها وإغلاق مضيق تيران أمام الملاحة الإسرائيلية.                                                                    |
| 1956  | 29 أكتوبر | العدوان الثلاثي: القوات الجوية الإسرائيلية تبدأ قصف القوات المصرية في شبه جزيرة سيناء. |
| 1960  | 11 مايو   | اختطاف أدولف أيخمان، الضابط النازي المسؤول بشكل أساسي عن التنفيذ الفعلي للمحرقة، من قبل ثمانية عملاء من جهاز الأمن الداخلي الإسرائيلي شين بيت وجهاز المخابرات الخارجي الموساد، بالقرب من منزله في سان فرناندو ببوينس آيرس.   |
| 1966  |           | رفع الأحكام العرفية المفروضة على عرب 48 منذ تأسيس الدولة. |
| 1967  | 5 يونيو   | حرب 1967: تدمير سلاح الجو الإسرائيلي سلاح الجو المصري على الأرض خلال ثلاث ساعات. |
| 1967  | 11 يونيو  | حرب الأيام الستة: توقعت إسرائيل وقفًا لإطلاق النار مع مصر وسوريا والأردن ولبنان والعراق. وظلت تسيطر على قطاع غزة المصري وشبه جزيرة سيناء ومرتفعات الجولان السورية والضفة الغربية والقدس الشرقية.                              |
| 1967  | 30 يونيو  | إعلان تيدي كوليك رئيس بلدية القدس إعادة توحيد المدينة. |
| 1973  | 21 فبراير | أسقاط طائرة مقاتلة إسرائيلية طائرة بوينغ 727-200 تعمل على متن الخطوط الجوية العربية الليبية رحلة رقم 114 من طرابلس إلى القاهرة فوق شبه جزيرة سيناء، مما أسفر عن مقتل الطاقم وأكثر من 100 راكب.                               |
| 1973  | 21 يوليو  | قضية ليلهامر: قيام فريق من عملاء الموساد الخمسة عشر باغتيال نادل مغربي في ليلهامر بسبب تحديد خاطيء للهوية. |
| 1973  | 6 أكتوبر  | حرب أكتوبر: هاجمت القوات المصرية والسورية في وقت واحد المواقع الإسرائيلية في شبه جزيرة سيناء ومرتفعات الجولان، على التوالي، في يوم عيد الغفران اليهودي.                                                                      |
| 1973  | 14 أكتوبر | عملية عشب النيكل: إنشاء جسر جوي لدعم إسرائيل بالدبابات والمدفعية والذخيرة والإمدادات من قبل الولايات المتحدة. |
| 1973  | 25 أكتوبر | حرب أكتوبر: مواقفة كل من إسرائيل ومصر وسوريا على وقف إطلاق النار. ظلت إسرائيل تسيطر على الأراضي الجديدة شمال مرتفعات الجولان وغرب قناة السويس في الجنوب.                                                                     |
| 1976  | 4 يوليو   | عملية عنتيبي: أطلاق سيريت ماتكال سراح مئات الرهائن المحتجزين في مطار عنتيبي الدولي بواسطة مختطفين ينتمون للجبهة الشعبية لتحرير فلسطين.                                                                                       |
| 1977  | 10 مايو   | تصادم سيكورسكي سي إتش-53 سي ستاليون : تحطمت طائرة سيكورسكي سي إتش-53 سي ستاليون تابعة لسلاح الجو الإسرائيلي في وادي الأردن، مما أدى إلى مقتل نحو 50 جنديًا.                                                                   |
| 1978  | 17 سبتمبر | توقيع مصر وإسرائيل اتفاقات كامب ديفيد في البيت الأبيض. نص الاتفاق الإطاري على إنشاء سلطة حكم ذاتي في الضفة الغربية وقطاع غزة وسحب القوات الإسرائيلية من شبه جزيرة سيناء مقابل إقامة علاقات دبلوماسية كاملة مع مصر.           |
| 1979  | 26 مارس   | توقيع معاهدة السلام بين مصر وإسرائيل في إطار اتفاقيات كامب ديفيد في البيت الأبيض. |
| 1980  | 24 فبراير | استبدال الجنيه الإسرائيلي بالشيكل الإسرائيلي القديم كعملة رسمية. |
| 1980  | 30 يوليو  | أقرار الكنيست لقانون القدس، مؤكداً أن القدس كانت وستظل عاصمة إسرائيل الموحدة. |
| 1981  | 7 يونيو   | عملية أوبرا: شن غارة جوية إسرائيلية مفاجئة على مفاعل نووي عراقي على بعد عشرة أميال جنوب غرب بغداد. |
| 1982  | 23 أبريل  | قيام الجيش الإسرائيلي بإخلاء مستوطنة ياميت بالقوة بموجب شروط معاهدة السلام بين مصر وإسرائيل. |
| 1982  | 3 يونيو   | اغتيال شلومو أرجوف، السفير الإسرائيلي لدى المملكة المتحدة، بطلق ناري في الرأس في محاولة نظمتها المخابرات العراقية ونفذتها منظمة أبو نضال الوطنية الفلسطينية.                                                                 |
| 1982  | 6 يونيو   | حرب لبنان عام 1982: اجتياح جيش الاحتلال الإسرائيلي جنوب لبنان رداً على الهجمات المتكررة من منظمة التحرير الفلسطينية هناك. |
| 1984  | 12 أبريل  | مسألة كاف 300: اختطاف أربعة فلسطينيين حافلة من تل أبيب إلى عسقلان واحتجزوا 40 راكبًا. |
| 1984  | 13 أبريل  | مسألة كاف 300: اقتحام قوات سيريت ماتكال الحافلة مما أسفر عن مقتل اثنين من الخاطفين وأحد الرهائن. تم نقل الخاطفين الناجين إلى حقل قريب وإطلاق النار عليهما.                                                                   |
| 1984  | 21 نوفمبر | عملية موسى: أول إجلاء لحوالي 8 آلاف يهودي إثيوبي سرًا إلى إسرائيل من مخيمات اللاجئين في السودان. |
| 1985  | 5 يناير   | عملية موسى: أكد رئيس الوزراء شمعون بيريز وجود الجسر الجوي. أوقف السودان رحلاته على الفور. |
| 1987  | 30 أغسطس  | مجلس الوزراء يصوت على إلغاء تطوير المقاتلة لافي |
| 1987  | 9 ديسمبر  | الانتفاضة الأولى: بدأ الاحتجاجات في مخيم جباليا رداً على مقتل أربعة مدنيين فلسطينيين في حادث دهس بشاحنة تابعة لجيش الاحتلال.                                                                                                  |
| 1989  | 19 سبتمبر | حريق غابات جبل الكرمل: اندلاع حريق غابات في جبل الكرمل مما أدى إلى اشتعال النيران على مدى ميلين مربعين خلال الأيام الثلاثة المقبلة.                                                                                          |
| 1991  | 22 يناير  | حرب الخليج الثانية: سقوط صاروخ سكود عراقي في رمات غان، مما أسفر عن مقتل 3 وجرح ما يقرب من 100. |
| 1991  | 24 مايو   | عملية سليمان: بدأ جسر جوي لنقل نحو 14 ألف يهودي إثيوبي من إثيوبيا إلى إسرائيل على مدار 36 ساعة. |
| 1991  | 30 أكتوبر | مؤتمر مدريد 1991: افتتح مؤتمر في مدريد بهدف إحياء عملية السلام الإسرائيلية الفلسطينية. |
| 1992  | 17 ديسمبر | ترحيل إسرائيل لحوالي 400 فلسطيني إلى لبنان. |
| 1993  | 13 سبتمبر | توقيع إسرائيل ومنظمة التحرير الفلسطينية اتفاق أوسلو الأول في واشنطن العاصمة، ونصت الاتفاقات على سحب بعض قوات جيش الاحتلال الإسرائيلي من الضفة الغربية وقطاع غزة وإنشاء سلطة حكم ذاتي للفلسطينيين، السلطة الوطنية الفلسطينية. |
| 1994  | 26 أكتوبر | توقيع إسرائيل والأردن معاهدة السلام بين إسرائيل والأردن في وادي عربة. أوضحت المعاهدة حدود البلدين وحقوقهما المائية. تعهد كل منهما بعدم السماح لأي دولة ثالثة باستخدام أراضيها لشن هجوم على الآخر.                            |
| 1995  | 4 نوفمبر  | اغتيال إسحاق رابين: أطلاق القومي المتطرف يغئال أمير، المعارض لاتفاقيات أوسلو، النار وقتل رئيس الوزراء إسحاق رابين بعد تجمع حاشد في تل أبيب.                                                                                  |
| 1997  | 4 فبراير  | كارثة المروحيات الإسرائيلية: اصطدام مروحيتين للنقل في طريقهما إلى جنوب لبنان في الجو فوق شاغر يشوف، مما أسفر عن مقتل جميع من كانوا على متنهما.                                                                               |
| 1997  | 14 يوليو  | انهيار جسر مكابيه: انهيار جسر للمشاة فوق نهر العوجا في تل أبيب، مما أسفر عن مقتل 4. |
| 2000  | 24 مايو   | سحب إسرائيل آخر قواتها من جنوب لبنان. |
| 2000  | 1 أكتوبر  | هبة أكتوبر: بدأتأول سلسلة من أعمال الشغب التي قتل فيها 13 عربيًا ويهوديًا لمدة 9 أيام. |
| 2000  | 7 أكتوبر  | غارة حزب الله عبر الحدود: اختطاف حزب الله 3 جنود إسرائيليين من الجانب الذي تديره إسرائيل من الخط الأزرق، وهو الحدود المعترف بها دولياً.                                                                                       |

## القرن 21
| السنة | اليوم     | الحدث |
| ----- | --------- | --- |
| 2001  | 17 أكتوبر | اغتيال رحبعام زئيفي وزير السياحة بالرصاص في فندق بالقدس عن طريق حمدي قرعان من الجبهة الشعبية لتحرير فلسطين، ومات متأثرًا بجراحه في تلك الليلة في المستشفى. |
| 2002  | 23 يونيو  | بدأ بناء جدار الفصل العنصري في الضفة الغربية. |
| 2004  | 29 يناير  | تم نقل حوالي 400 سجين ورفات ستين من المقاتلين والمدنيين اللبنانيين وخرائط تبين مواقع الألغام الإسرائيلية في جنوب لبنان إلى حزب الله، مقابل جثث الجنود الثلاثة الذين اختطفوا في عام 2000، فضلاً عن جندي الاحتياط الإسرائيلي المختطف إلهانان تاننباوم.                                                          |
| 2005  | 12 سبتمبر | فك الارتباط الإسرائيلي عن غزة: تم سحب آخر المستوطنين وأفراد الأمن الإسرائيليين من قطاع غزة . |
| 2006  | 4 يناير   | أصيب رئيس الوزراء آرييل شارون بسكتة دماغية حادة وسقط في غيبوبة. أصبح إيهود أولمرت قائمًا بأعمال رئيس الوزراء. |
| 2006  | 12 يوليو  | غارة حزب الله عبر الحدود لعام 2006 : عبرت قوات حزب الله إلى إسرائيل ونصب كمين لسيارتين تابعتين للجيش الإسرائيلي، مما أسفر عن مقتل ثلاثة جنود وأسر اثنين آخرين. |
| 2006  | 12 يوليو  | حرب لبنان عام 2006 : بدأت القوات الإسرائيلية في قصف الأراضي اللبنانية رداً على هجوم حزب الله في وقت مبكر من ذلك الصباح. |
| 2007  | 6 سبتمبر  | عملية خارج الصندوق: نفذت إسرائيل ضربة جوية مفاجئة على مفاعل نووي في محافظة دير الزور السورية. |
| 2008  | 27 ديسمبر | حرب غزة: بدأت إسرائيل في شن سلسلة من الغارات الجوية على أصول المنظمة حركة حماس في قطاع غزة رداً على إطلاق الصواريخ المستمر على غرب النقب. |
| 2009  | 18 يناير  | حرب غزة (2008-2009): انتهت الحرب بوقف إطلاق النار الإسرائيلي من جانب واحد. |
| 2010  | 31 مايو   | غارة أسطول الحرية: أغارت البحرية الإسرائيلية على قافلة بحرية نظمتها حركة غزة الحرة وهيئة الإغاثة الإنسانية وحقوق الإنسان والحريات التركية، والتي كانت تحاول كسر الحصار الإسرائيلي والمصري على قطاع غزة في المياه الدولية. أثناء الهجوم، اندلعت مواجهة عنيفة على متن السفينة مرمرة والتي قتل فيها تسعة نشطاء. |
| 2010  | 2 ديسمبر  | حرائق غابات جبل الكرمل : حريق غابات بدأ في جبل الكرمل مما أدى إلى مقتل أربعين وحرق ما يقرب من عشرين ميلا مربعا على مدى الأيام الثلاثة المقبلة. |
| 2011  | 14 يوليو  | احتجاجات العدالة الاجتماعية الإسرائيلية عام 2011 : أقام المخرج دافني ليف خيمة في ميدان حبيمة ودعا الآخرين للانضمام إلى احتجاج على عدم وجود مساكن بأسعار معقولة. |
| 2011  | 10 سبتمبر | الهجوم على السفارة الإسرائيلية في مصر 2011 : احتشاد الآلاف من المتظاهرين المصريين السفارة الإسرائيلية في القاهرة . |
| 2011  | 18 أكتوبر | صفقة شاليط: أطلقت حماس سراح الجندي الإسرائيلي جلعاد شاليط على مصر مقابل ألف سجين عربي فلسطيني آخر محتجز في إسرائيل، بما في ذلك حوالي ثلاثمائة يقضون عقوبة السجن المؤبد بسبب التخطيط لشن هجمات إرهابية وارتكابها.                                                                                             |
| 2012  | 14 نوفمبر | الحرب على غزة 2012: بدأ الجيش الإسرائيلي عملية استمرت ثمانية أيام ضد حركة حماس في قطاع غزة، رداً على إطلاق الصواريخ المستمر على غربي النقب، مع ضربة جوية على الضابط الكبير أحمد الجعبري . |
| 2014  | 8 يوليو   | الحرب على غزة 2014: شن الجيش الإسرائيلي سلسلة من الغارات الجوية على أهداف لحماس في قطاع غزة . |
| 2017  | 6 ديسمبر  | اعتراف الولايات المتحدة بالقدس عاصمة لإسرائيل : أعلن الرئيس الأمريكي دونالد ترامب رسميًا اعتراف الولايات المتحدة بالقدس عاصمة لإسرائيل . |
| 2019  | 25 مارس   | اعتراف الولايات المتحدة بسيادة إسرائيل على مرتفعات الجولان : وقع الرئيس الأمريكي دونالد ترامب إعلانًا رئاسيًا للاعتراف رسميًا بسيادة إسرائيل على مرتفعات الجولان . |